# Sterling Park
Sterling Park é uma comunidade não-incorporada situada no subúrbio de Sterling, no condado de Loudoun, no estado americano de Virgínia. Seu código postal é 20164. É considerada parte da área metropolitana da capital do país, Washington, D.C..

## A Construção
O terreno onde o Sterling Park foi construído havia grandes explorações agrícolas, e quando a construção do Aeroporto Internacional Dulles começou em 1959, os preços da terra começaram a subir. Em 1961, o Marvin T. Broyhill Sr. viu isso como uma grande oportunidade de investimento e decidiu comprar 1.762 héctares (7,13 km²) que formaram o Sterling Park, hoje avaliado em US $ 2,115,783.86.
A Sterling Park foi uma das primeiras comunidades planejadas para ser construída no leste do condado de Loudoun e era um lugar popular para os funcionários do governo se estabelecerem com suas famílias fora de Washington, D.C.. Hoje, existem variedades de empresas, igrejas, parques, um centro comunitário, uma semi clube de golfe privado com duas piscinas e quadras de tênis, e as escolas.